# Аборт (фильм)
Аборт (Aborto) — бенгальский фильм, выпущенный 1 марта 2013 года и явившийся режиссёрским дебютом Ариндама Сила. По словам Сила, этот фильм станет величайшей данью памяти Сатьяджиту Раю из когда-либо созданных. Главные роли в фильме исполнили Тота Рой Чоудхури, бангладешская актриса Джая Ахсан и Абир Чаттерджи. Сценарий был написан режиссёром Атану Гхошем, однако режиссёр не указал своё авторство на постерах. 

## Сюжет
Шьямал Сен (Тота Рой Чоудхури) является генеральным директором по продажам в транснациональной корпорации и претендует на пост вице-президента своей компании вместе с Ранадипом, он же Руну Саньял (Сасвата Чаттерджи). Шьямал родом из семьи среднего класса в Сонарпуре, где он вырос вместе со своим старшим братом (Каушик Гангули). Теперь он женат на Чару (Джайя Ахсан). Шьямал всегда завидовал своему старшему брату, потому что считал, что тот получает всё внимание в семье и был самым умным среди братьев и сестёр. В детстве он в порыве ярости сжёг аттестаты брата. Это показано в начальных титрах фильма.
Когда Чару забеременела, Шьямал убедил её сделать аборт, заявив, что он проходит обучение в Лондоне и не может сейчас рисковать своей карьерой. Шьямал постепенно отдаляется от своей семьи в погоне за успешной карьерой. Он переезжает в шикарную квартиру в Калькутте, оставляя свой родовой дом в Сонарпуре. Вскоре они адаптируются к бурной жизни в Калькутте, однако его жена Чару всё ещё тоскует по простой жизни в Сонарпуре.
Интрига накаляется, когда Руну Саньял пытается подписать контракт с Хари Босом (Абир Чаттерджи) на должность амбассадора бренда своей компании, а Шьямал пытается заключить успешную сделку. Оба уверены, что эти достижения позволят им занять место вице-президента. Тем временем Чару встречается с Хари Бозе в клубе. Хари испытывает влечение к ней, и в итоге они идут на свидание в её день рождения. Крысиные бега становятся грязными, когда Руну Саньял раскрывает тот факт, что Шьямал спал с его помощницей Дули (Решми Гхош), пока они были в командировке, и это ставит Шьямала в рискованное положение. Не в силах взглянуть правде в глаза, Шьямал бежит в свой родовой дом в Сонарпуре и находит утешение в добрых словах своего брата.
По настоянию Чару Хари Бос отказывается от сделки с компанией, заявляя, что Руну Саньял заключил с ним это соглашение при условии, что он должен будет отчислять Руну процент от своего вознаграждения. Все эти инциденты побуждают председателя компании выбрать Шьямала новым вице-президентом. Помощница Дули доставляет письмо в резиденцию Шьямала.
Фильм заканчивается тем, что Шьямал, теперь уже изменившийся человек, возвращается к своей жене, и она приветствует вице-президента дома.

## В ролях
- Джая Ахсан[англ.] — Чару Сен
- Тота Рой Чоудхури[англ.] — Шьямал Сен
- Решми Гхош[англ.] — Дули
- Абир Чаттерджи[англ.] — Хари Бозе
- Локет Чаттерджи[англ.] — жена Руну Саньяла
- Сасвата Чаттерджи[англ.] — Ранадип Саньял, он же Руну Саньял
- Каушик Гангули[англ.] — старший брат Шьямала
- Пиджуп Гангули[англ.] — Джьоти
- Ритвик Чакраборти[англ.] — Сиддхартха
- Биплаб Чаттерджи[англ.] — отец Шьямала